# Kolpotocheirodon
Kolpotocheirodon es un género de peces de agua dulce de la familia Characidae y del orden de los Characiformes. Es endémico de Brasil. Son pequeños peces, de sólo 3 cm de longitud.

## Taxonomía
Este género fue descrito originalmente en el año 2000 por los ictiólogos Luiz Roberto Malabarba y Stanley Howard Weitzman. La especie tipo es Kolpotocheirodon theloura.  
Especies
El género se subdivide en 2 especies:
- Kolpotocheirodon figueiredoi L. R. Malabarba, F. C. T. Lima & Weitzman, 2004
- Kolpotocheirodon theloura L. R. Malabarba & Weitzman, 2000

## Distribución geográfica
Es endémico de Brasil, con registros en el río Pratinha en la  cuenca del río Paraguaçu, afluentes de los ríos São Francisco y Paraná, cerca de Brasilia.